# Анри, Поль
Поль Проспер Анри (фр. Paul Prosper Henrys; 13 марта 1862— 6 ноября 1943) — французский военный деятель, дивизионный генерал (1914). Участник Первой мировой войны и советско-польской войны.

## Биография

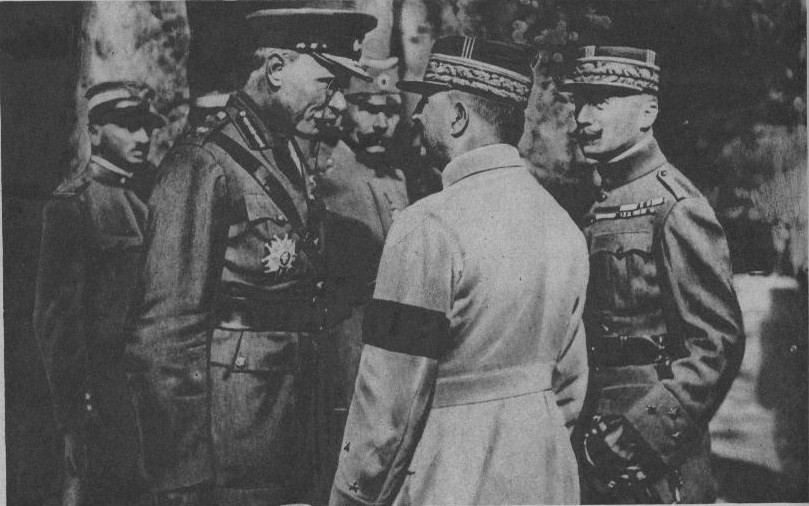
Поль Анри (крайний справа) на Салоникском фронте 1918 год.

Родился 13 марта 1862 года. Военное образование получил в Сен-Сирской военной академии и Сомюрском кавалерийском училище. В сентябре 1912 года командует кавалерийским подразделением в Марокко. После начала Первой мировой войны Поль Анри, остаётся в Марокко.
Лишь 27 июля 1916 года генерал-майор Анри назначается командующим 59-й резервной пехотной дивизией. 20 мая 1917 года генерал Анри становится командиром 17-го армейского корпуса.
31 декабря он переводится на Балканы и становится командующим Восточной французской армией (фр. L'Armee Francaise d'Orient). Командует французскими подразделениями на Салоникском фронте на заключительном этапе Первой мировой войны.
После окончания войны 1 апреля 1919 года генерал Анри становится начальником французской военной миссии в Польше во время польско-советской войны. Находится в Польше до сентября 1920 года. После возвращения во Францию принимает командование над 33-м армейским корпусом. 13 марта 1924 года Поль Анри был отправлен в резерв. Умер в 1943 году.

## Награды

### Французские
- Орден Почётного легиона: кавалер (11/07/1901), офицер (12/07/1906), командор (10/12/1912), великий офицер (27/04/1916), Кавалер большого креста  (28/12/1918);
- Военный крест 1914—1918 годов с пятью пальмовыми ветвями
- Межсоюзническая Победная медаль 1914-1918
- Памятная Марокканская медаль с планками "Уджда" и "Марокко"
- Памятная французская медаль Великой войны
- Колониальная медаль с планками "Сенегал", "Судан" и "Марокко"
- Орден Сельскохозяйственных заслуг (Франция): кавалер 1905

### Иностранные
- Крест Военных заслуг 1-го класса, (Испания, 1903)
- Орден Хафидского трона (?), командор (Марокко, 1913)
- Медаль ордена Алауитского трона (Марокко, 1913)
- Орден Алауитского трона великий офицер (Марокко, 1913)
- Орден Бани: рыцарь-командор (Великобритания, 1918)
- Орден Короны: великий офицер (Греция)
- Военный крест 1-го класса, (Греция, 1918)
- Крест милосердия (Сербия)
- Grand-croix de l'Орден Звезды Карагеоргия: большой крест (Сербия)
- Орден Леопольда I: большая лента (Бельгия)
- Военный крест (Бельгия)
- Крест Военных заслуг: большой крест, (Испания, 1919)
- Крест «За боевые заслуги» (Италия, 1919)
- Орден Звезды Румынии: большой крест (Румыния)
- орден Virtuti militari V класса (Польша, 1921)[1]
- Орден Возрождения Польши: большой крест (Польша, 1922)
- Памятный крест о войне 1916–1918 годов, (Румыния, 1923)
- Орден Югославской короны: большой крест (Югославия, 1930)
- наградная шпага от короля Александра I (Югославия)